# Love Potion No. 9 (chanson)
Cet article concerne la chanson de Jerry Leiber et Mike Stoller. Pour le film de Dale Launer, voir Love Potion No. 9.
Love Potion No. 9 (ou Love Potion Number Nine)  est une chanson de Jerry Leiber et Mike Stoller, écrite en 1959. Elle appartient d'abord au répertoire des Clovers mais a été reprise de nombreuses fois, notamment par The Coasters en 1959 et par The Searchers en 1963.
Elle est sélectionnée par le Rock and Roll Hall of Fame, en 1995, comme l'une des « 500 chansons qui ont façonné le rock 'n' roll ».

## Le texte
La chanson raconte l'histoire d'un garçon qui n'a plus de succès auprès des filles, et va demander l'aide d'une magicienne gitane. Celle-ci lui conseille la "Love Potion No. 9", il la boit, perd un peu la tête, et embrasse un policier qui casse la fiole contenant la potion.
Une fin alternative est : 
« I had so much fun, that I'm going back again, I wonder what happens with Love Potion Number Ten? » (qui peut se traduire approximativement par : « c'était tellement bien que je suis revenu, je me demande ce qui se passe avec la potion No. 10 »).
Certaines radios n'ont pas diffusé cette chanson à cause du passage concernant le policier.

## Reprises
Love Potion #9 a été reprise de nombreuses fois, parfois en restant proche de l'original comme dans la version de Neil Diamond en 1993, parfois a cappella comme dans les versions des Nylons et des Alley Cats, ou encore dans un style plutôt métal (MDC, Beau Nasty etc.). On peut aussi citer des reprises étonnantes en norvégien ou cantonais. 

### Avec le texte original
- The Coasters (1959, 1971)
- The Searchers (1963, no. 3 aux USA en 1965)
- Wayne Fontana (en) and the Mindbenders (1963, en face B du single For You, For You)
- Ronnie James Dio and the Prophets (1964, en single)
- Herb Alpert & The Tijuana Brass (1965)
- The Surfaris dans Hit City 65' (1965)
- Gary Lewis & The Playboys (1965, LP)
- The Ventures (version instrumentale) (1965)
- Nancy Sit (1967)
- Elkie Brooks (1976, dans Two Days Away)
- Art Murphy and Hard Road (1976)
- Hurriganes (1978, dans Hanger)
- The Nylons (1982, dans The Nylons, version a cappella)
- Tygers of Pan Tang (1982, dans The Cage)
- MDC (1989, dans Metal Devil Cokes)
- Beau Nasty (1989, dans Dirty but Well Dressed)
- Southern All Stars (1990, dans Southern All Stars and All Stars)
- Neil Diamond (1993, dans Up On the Roof - Songs from the Brill Building)
- The Alley Cats (2000, dans l'album Cruisin', version a cappella)
- Giuliano Palma & the Bluebeaters (2009, dans Combo)
- Thaddeus Quince and the New Originals (2009, dans Philosophical Fragment)

### Avec modification des paroles
- Xhol (enregistré en 1969 et sorti en 1971, sous le titre "Love potion 25", avec des paroles faisant référence au LSD)

### Traductions
- Paolo Bracci (en italien, avec le titre "Non Ho Dormito Mai") (1965)
- Nancy Sit (en cantonais) (1967)
- Vazelina Bilopphøggers (traduction en norvégien de Eldar Vågan, avec le titre "Rolf Paulsen nr. 9") (1984)

### Reprises instrumentales
- Johnny « Hammond » Smith dans l'album Love potion No. 9 (1966)

## Hommages et références

### En musique
- Les Dead Billies ont sorti une chanson nommée Monster Potion #9.

### Au cinéma
- Love Potion No.9 apparait dans la bande originale du film American Graffiti, dans une version des Clovers avec la fin "alternative" (la potion No. 10).
- Un film de Dale Launer porte le même nom et le morceau figure dans la bande originale.
- Dans le film d'animation Shrek 2, une fiole de potion porte le numero 9.

### À la télévision
- Théodore et Juliette, un épisode de la série Alvin et les Chipmunks
- Love Potion Number Nine est le nom d'un épisode des Nouvelles Aventures de Zorro
- Love Potion Number 8 1/2, un épisode de 'The Mask, la série animée
- Love Potion Number One, un épisode de Coups de génie
- Love Potion #9, un épisode de la série H2O
- Love potion No. 10, un épisode de la série Jack, le vengeur masqué